# Claire Laux
Claire Laux, née en 1969, est une historienne française spécialiste de l'Océanie et de l'histoire coloniale. 

## Biographie

### Jeunesse et études
Elle étudie l'histoire à Bordeaux et obtient un doctorat en 1998 à l’université Bordeaux-III puis l'agrégation d'histoire en 2000. 

### Parcours professionnel
Elle est maîtresse de conférences, habilitée à diriger des recherches en histoire et enseigne dans diverses universités et institutions du supérieur, comme l'Institut catholique de Paris . EN 2013 elle est nommée professeure des Universités à l'IEP de Bordeaux.
En 2000, Claire Laux publie sa thèse chez L'Harmattan sur Les Théocraties missionnaires en Polynésie au XIXe siècle. En 2011, elle publie Les Français et les Anglais dans le Pacifique de 1763 à 1914 aux éditions Karthala. Ses sujets d'étude concernent les relations entre les missionnaires français et anglais et les populations océaniennes.